# SS (バンド)
SS（エスエス）は、京都を拠点に活動していた日本のパンクバンド。
1977年に世界的なブームとなったロンドン・パンクの直接の影響下で活動を開始した、もっとも初期の日本のパンク・バンドの一つである。1980年代のハードコア・パンクの先駆けともいうべき高速な演奏スタイルが、ライブ盤や映画『ロッカーズ』に記録された音源からうかがえる。

## メンバー
- ボーカル：トミー
- ギター：しのやん（篠田純）
- ベース：ツヨシ（竹埜剛）
- ドラム：タカミ（磯野隆臣）

## 略歴

### 結成
1978年、定時制高校の軽音楽研究会（軽音研）に所属していた篠田とトミーが中心となり結成。2人はパンク・ファンジン『チャイニーズ・クラブ』を発行していた。篠田がギターを始めてまだ半年という段階で京都大学西部講堂で行われたライブ「Blank Generation 東京ロッカーズ in キョート」でライブデビュー、初代メンバーのフリクションに衝撃を受ける。技術力が低くても対抗できる唯一の方策として、演奏のスピードを上げることを目指し「ワン・ツー・スリー・フォー!」の掛け声に始まり、1曲1分足らずで終わる演奏を繰り返す「スピード・パンク・バンド」スタイルを編み出し、「ラモーンズより速い」と言われた。

### 『ロッカーズ』と関西NO WAVE
同1978年末には東京に遠征し、12月23日にS-KENスタジオのクリスマス・ギグに参加、12月31日にも下北沢ロフトで行われた「'78年東京ロッカーズ大詰めラスト・ライブ!!」でこのスタイルを披露した。彼らのいわゆる「初期衝動」に溢れる演奏ぶりは、当時東京ロッカーズのドキュメンタリー制作に携わっていた津島秀明の注目するところとなり、このときのライブが急遽撮影され、2曲が東京の初期パンク・ニューウェーブシーンの記録映画『ロッカーズ』に収録された。この2回でステージ衣装としたカンフーの道衣は、ファッション関係の仕事をしていたトミーの香港出張の土産であった。
さらに、翌1979年3月には、ULTRA BIDE、アーント・サリー、同じく高校生バンドであったINUなど5バンドの企画として東京ライブ・ツアーを敢行する。この企画の名称「関西NO WAVE」は、ニューヨークのノー・ウェーブからの命名であり、当時すでにメジャーレーベルに注目されて「東京ロッカーズ」「東京ニューウェイヴ」といったオムニバス盤が企画されていた東京のパンク・ニューウェイヴを強く意識していたことがうかがえる。

### 解散後
やがて1980年のザ・ノーコメンツ、1981年のINU、ZIGZAGのように、関西のパンク・ニューウェイヴシーンからもメジャーデビューするバンドが現れるが、トミーが仕事で抜けたSSはすでに解散していた。
篠田は、磯野とチャイニーズ・クラブ、ファンといった全く音楽性の異なる短命な2バンドを経てコンチネンタル・キッズを結成し、ランコをメンバーに迎える。篠田とランコは、1980年前後にはライブハウスへの出演が困難であったパンク・ウェイヴ系バンドのための企画団体「ビートクレイジー」の中心的メンバーとして、1980年代から1990年代まで京大西部講堂など関西各地のアンダーグラウンド・イベントに関わった。1997年のランコの病没後は、ROCK A Go Go パラダイス企画としてインディー・バンドの音源リリースを含むアンダーグラウンド音楽活動を続けている。磯野はコンチネンタル・キッズ脱退後、休止していたバンド活動を2008年に再開し、神風（元MASTURBATION）の誘いで「ZINGI & THE HUNGER」に加入した。

## 「スピード・パンク」とハードコア
1980年代に入るとアメリカ各地やイギリスでハードコア・パンクを名乗るバンドが続々と誕生するが、通常のシンプルなストリート・パンクを極めて高速に演奏し、1分程度で1曲を終えるスタイルをどこのどのバンドが最初に始めたのかは必ずしも明らかではない。ワシントンD.C.のマイナー・スレットとその前身ティーン・アイドルズが、結成時からのバッド・ブレインズの影響を明言しているようなケースは例外的である。その中で、SSの演奏は1978年の段階の日本のバンドとしてすでに同様なスタイルを採用している点が注目される。SS解散後に結成したバンドでは演奏スタイルを変えており、SSが日本（あるいは世界）のハードコア・パンクの元祖と考えるのは無理があるが、いわゆるハードコア・スタイルが世界各地で同時多発的に誕生した可能性を示唆する事例といえる。

## ディスコグラフィ
活動中にレコード・リリースされた作品（オリジナルアルバム、シングル）はない。ライブは、京都で3回、東京で5回の8回のみである。1984年にインディーズ・レーベル「アルケミーレコード」の立ち上げ2枚目のリリースとして、1979年3月に東京で「関西NO WAVE」ライブの一環として行われたライブ音源が発売された。1990年のCD化に際しボーナストラックとして、結果的にラストライブとなった1979年5月21日の京都でのライブ音源が追加された。2003年には、篠田のレーベル「Rock A Go Go」から未発表ライブ音源がリリースされた。「東京ロッカーズ」は『ロッカーズ』の誤りとみられる。
レパートリーには、フィンガー5のヒット曲「恋のダイヤル6700」の高速カバーもあった。
映画『ロッカーズ』は、1979年に自主公開された後、1989年に宝島社から、権利関係で収録できなかったストラングラーズの演奏シーンを除いた短縮版がVHSビデオソフトで発売された。2009年にようやく権利関係がクリアになり、完全版がDVDで発売された。

### アルバム
1. The Original SS（1984年9月25日）ライブアルバム、LP
2. LIVE!（1990年9月25日/2001年3月25日/2007年3月25日）ライブアルバム、CD
3. 日本高速音楽伝説 序章（2003年8月8日）ライブ音源集
  - INU、アーントサリー、ウルトラビデ、連続射殺魔と共演した同志社大学でのライブ
  - 伝説の映画「東京ロッカーズ」が撮影された日の下北沢ロフトでのライブ
  - 福生チッキンシャックでのライブ

### ビデオ
1. ロッカーズ 　日本ストリートロックの10年Vol.1  (1989年7月1日) 
  - 3. Mr. Twist
  - 13. コカ・コーラ

### DVD
1. ROCKERS 完全版  (2009年7月3日) 
  - 3. Mr. Twist
  - 15. コカ・コーラ